# Cucullia postera
Cucullia postera är en fjärilsart som beskrevs av Guenée sensu Staudinger 1892. Cucullia postera ingår i släktet Cucullia och familjen nattflyn. Inga underarter finns listade i Catalogue of Life.